# Великолепният век
„Великолепният век“ (на турски: Muhteşem Yüzyıl) е турски сериал, който художествено пресъздава историята на най-дълго управлявалия османски султан Сюлейман Великолепни с наложницата Александра, дъщеря на православен украински свещеник.

## Излъчване
| Сезон | Сезон | Епизоди | Начало на сезона  | Край на сезона | Всички епизоди | ТВ сезон    | ТВ канал        |
| ----- | ----- | ------- | ----------------- | -------------- | -------------- | ----------- | --------------- |
|       | 1     | 24      | 5 януари 2011     | 22 юни 2011    | 1 – 24         | 2011        | Show TV         |
|       | 2     | 38      | 14 септември 2011 | 6 юни 2012     | 25 – 63        | 2011 – 2012 | Show TV/Star TV |
|       | 3     | 40      | 12 септември 2012 | 19 юни 2013    | 64 – 103       | 2012 – 2013 | Star TV         |
|       | 4     | 36      | 18 септември 2013 | 11 юни 2014    | 104 – 139      | 2013 – 2014 | Star TV         |

## Излъчване в България
| Сезон | Сезон | Епизоди        | Начало на сезона     | Край на сезона     | Всички епизоди | ТВ сезон       | ТВ канал    |
| ----- | ----- | -------------- | -------------------- | ------------------ | -------------- | -------------- | ----------- |
|       | 1     | 53             | 12 септември 2012 г. | 23 ноември 2012 г. | 1 – 53         | 2012 г.        | TV7         |
|       | 2     | 96             | 26 ноември 2012 г.   | 13 август 2013 г.  | 54 – 149       | 2012 – 2013 г. | TV7         |
|       | 3     | 92             | 2 октомври 2013 г.   | 2 април 2014 г.    | 150 – 241      | 2013 – 2014 г. | TV7         |
|       | 4     | 92 /до 48 вкл. | 3 април 2014 г.      | спрян              | 242 –          | 2014 –         | TV7 (до 48) |

## Сюжет
Внимание:  Текстът по-долу разкрива сюжета на произведението (или части от него)!
Сюжетът пресъздава любовната история на XVI век, която предопределя съдбата на Османската империя във века на Ренесанса (подобна на историята на Фердинанд Арагонски и Исабела Кастилска от предходния XV век, както и на развиващата се по същото време драма около развода на английския крал Хенри VIII. Базиран на исторически факти, „Великолепният век“ отмества малко воала на изпълнения с държавни тайни и интриги живот в султанския харем във времето на най-величествения период на Османската империя.
Дошла като робиня от най-крайните земи на империята, Александра успява да спечели сърцето на султана. Благодарение на блестящия си ум, необикновената сила на волята си и привлекателната си външност, от безправна робиня тя става любима жена и съпруга на султан Сюлейман Великолепни – най-могъщият султан в Османската империя, като освен това на практика управлява империята.
Шестнадесети век е време разделно в историята. Това е векът на Фернандо Магелан; конкистадорите с „нощта на скръбта“; на Испанската империя; на Непобедимата армада и въобще на триумфа на човешкото познание. На североизток това е векът на Иван Грозни – основателят на съвременна Русия. За Османската империя това е векът на най-големия ѝ разцвет, символизиран в изкуството чрез архитектурните и художествени постижения на майстор Синан. В политически план този век се характеризира със сключения от Сюлейман Великолепни френско-османски алианс, който позволява на Кралство Франция да се издигне в първа световна сила, покровителка на науката и изкуствата, както и в страната на знаменитата Френска академия на „безсмъртните“, направила възможно посредством класицизма да се разкрият за историята през ХІХ и ХХ век всички археологически и други паметници в земите на Османската империя.
В културоложки план XVI век е векът на Сервантес в Испания, а на Албиона – на Шекспир. В Русия това е времето на Иван Грозни, а в руската класическа литература – на Великият инквизитор.

## Актьорски състав
- Халит Ергенч – Сюлейман Великолепни
- Мерием Узерли – Хюррем Султан (сезони 1 – 3)
- Вахиде Перчин – Хюррем Султан (сезон 4)
- Нур Фетахоолу – Махидевран Султан
- Окан Ялабък – Ибрахим паша
- Небахат Чехре – Айше Хафса Султан или Валиде Хафса Султан
- Селма Ергеч – Хатидже Султан
- Юсуф Беркан Демирбаа – Принц Мустафа (сезон 1)
- Тунч Орал – Принц Мустафа (сезон 2)
- Мехмет Гюнсюр – Принц Мустафа (сезони 2 – 4)
- Берак Тюзюнатач – Михрюнниса Султан
- Арда Аранат – Принц Мехмед (сезони 2 – 3)
- Гюрбей Илери – Принц Мехмед (сезони 3)
- Айда Аджар – Михримах Султан (сезони 1 – 2)
- Мелис Мутлуч – Михримах Султан (сезони 2 – 3)
- Пелин Карахан – Михримах Султан (сезони 3 – 4)
- Озан Гювен – Рюстем паша
- Ийгит Юст – Принц Селим (сезон 3)
- Енгин Йозтюрк – Принц Селим (сезон 4)
- Мерве Болуур – Нурбану Султан
- Ерхан Джан Картал – Принц Баязид (сезон 3)
- Арас Булут Йенемли – Принц Баязид (сезон 4)
- Айбарс Картал Йозсон – Принц Джихангир (сезон 3)
- Толга Саръташ – Принц Джихангир (сезон 4)
- Дениз Чакър – Шах Султан
- Мелтем Джумбул – Фатма Султан
- Бурак Йозчивит – Малкочоолу Бали Бей
- Бурджу Йозберк – Хуриджихан Султан (сезон 4)
- Мина Туана Гюнеш – Хуриджихан Султан (сезон 3)
- Тунджел Куртиз – Ебусуд Ефенди
- Филиз Ахмет – Нигяр калфа
- Серкан Алтунорак – Ташлъджанлъ Йяхя Бей
- Сарп Аккая – Атмаджа
- Селим Байрактар – Сюмбюл ага
- Сема Кечик – Дайе Хатун
- Ясемин Ален – Дефне  Султан
- Йозге  Гюрел – Рана  Хатун

## Оценки
Турският телевизионен сериал разбунва неимоверно духовете не само в Турция, но на територията на всички бивши османски земи. От една страна, в Турция недоволни от сериала са традиционалистите-ислямисти поради представянето на любимия султан като „женкар и фустаджия“, а не като държавник, а от друга – националистите поради „гаврата“ с един от националните символи след Ататюрк (макар и османски).
Извън центъра на обществения дебат в Турция остава същественият въпрос за интерпретационната достоверност на художествената турска „сапунка“, издържана донякъде в латиноамерикански стил. Продуцентите на сериала явно са насочили внушението му „за вътрешна консумация“, тъй като скандалният сериал възпява величието на Османската империя и в частност на Сюлейман Великолепни в женски план.

## В България
В България сериалът започва излъчване на 12 септември 2012 г. по TV7 в праймтайма и е първият турски сериал в България излъчен във формат 16:9. Поради влошеното си финансово състояние TV7 не успява да закупи и излъчи целия четвърти сезон. От медията бяха показани оригиналните серии от 1 до 123 включително. Ролите се озвучават от Елисавета Господинова, Елена Русалиева, Десислава Знаменова, Ивайло Велчев, Светозар Кокаланов и Васил Бинев.
На 29 август 2015 г. започва повторно излъчване по Диема Фемили и завършва на 14 май 2016 г. като са излъчени първите два сезона. На 18 ноември 2017 г. започва повторно излъчване на първи и втори сезон и завършва на 29 юли 2018 г.